# Cerkiew Opieki Matki Bożej w Młynach
Cerkiew Opieki Matki Bożej w Młynach – dawna cerkiew greckokatolicka, obecnie kościół filialny (pw. Matki Bożej Pocieszenia) rzymskokatolickiej parafii w Korczowej.

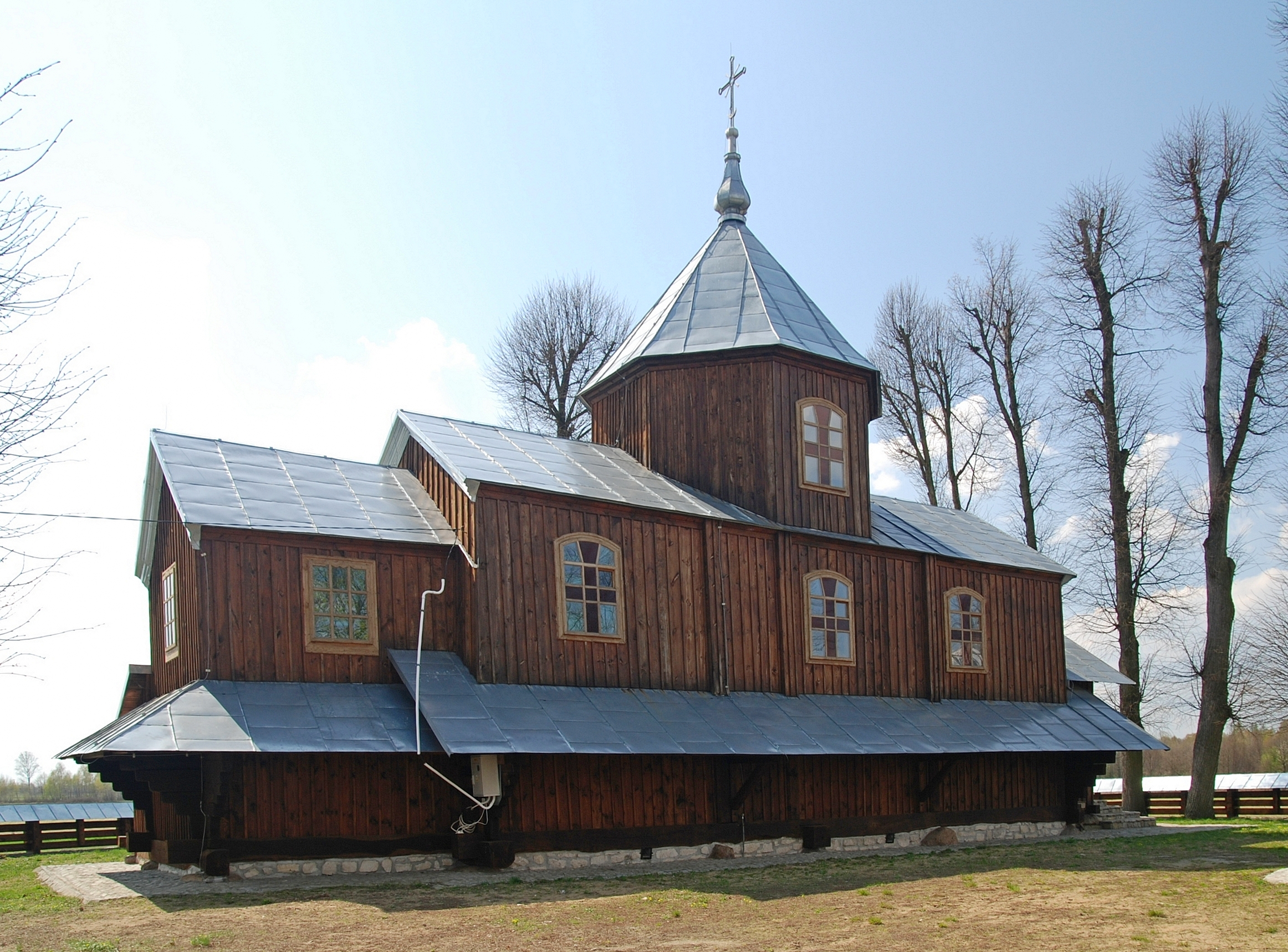
Widok od strony północnej

Drewniana cerkiew greckokatolicka pw. Opieki Matki Bożej powstała prawdopodobnie pod koniec XVII lub na początku XVIII wieku. Na nadprożu jednego z portali widnieje – jako fragment dłuższego napisu – data 1733, mogąca być datą budowy lub remontu cerkwi. Drugie nadproże z taką samą datą, pochodzące z zachodniego, głównego portalu cerkwi, wbudowane jest wtórnie w ścianę południowej zakrystii.
Cerkiew jest dwudzielna, zbudowana na zrąb na planie prostokąta, z ośmiobocznym bębnem nad nawą, nakrytym dachem namiotowym z niewielką kopułką. Pozostałe dachy są dwuspadowe, o różnym poziomie kalenic, kryte blachą. Szeroki okap oparty na rysiach w połowie wysokości ścian tworzy soboty. Od południa przybudowana jest zakrystia, od zachodu kruchta.
Nawy mają ściany ozdobione polichromią figuralno-ornamentalną z XIX–XX wieku oraz bogate wyposażenie, m.in. ikonostas z XVII-XVIII w. i ołtarze boczne z XVIII w. Portale i ościeża okienne z 1733 roku wycięte są w kształt oślego grzbietu ze zdobieniami snycerskimi. W drzwiach południowych do nawy i drzwiach do zakrystii zamontowane są ozdobne, masywne zamki kowalskiej roboty z XVIII w.
Obok cerkwi stoi drewniana dzwonnica z poł XIX w. konstrukcji słupowej pod dachem namiotowym.

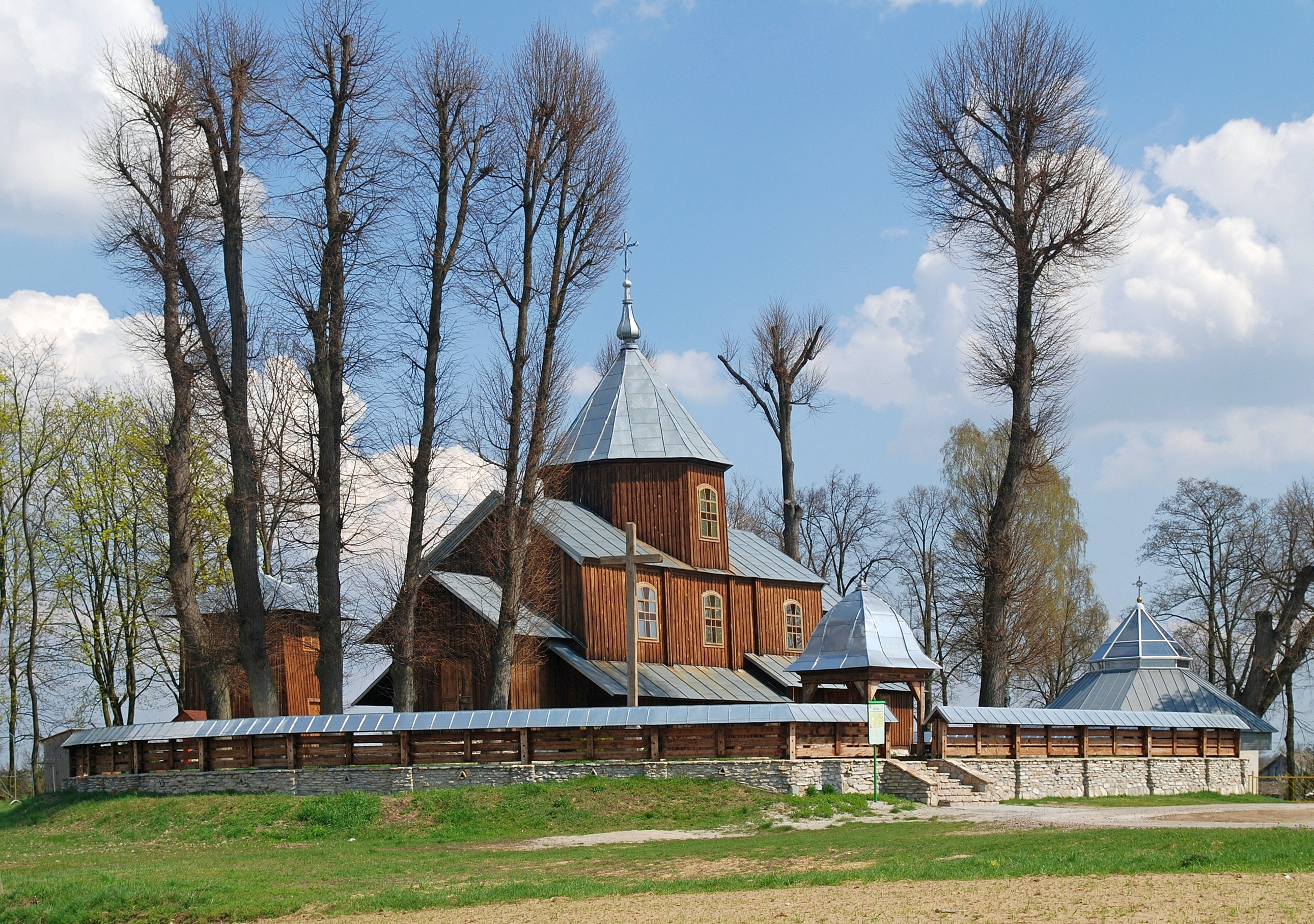
Elewacja zachodnia
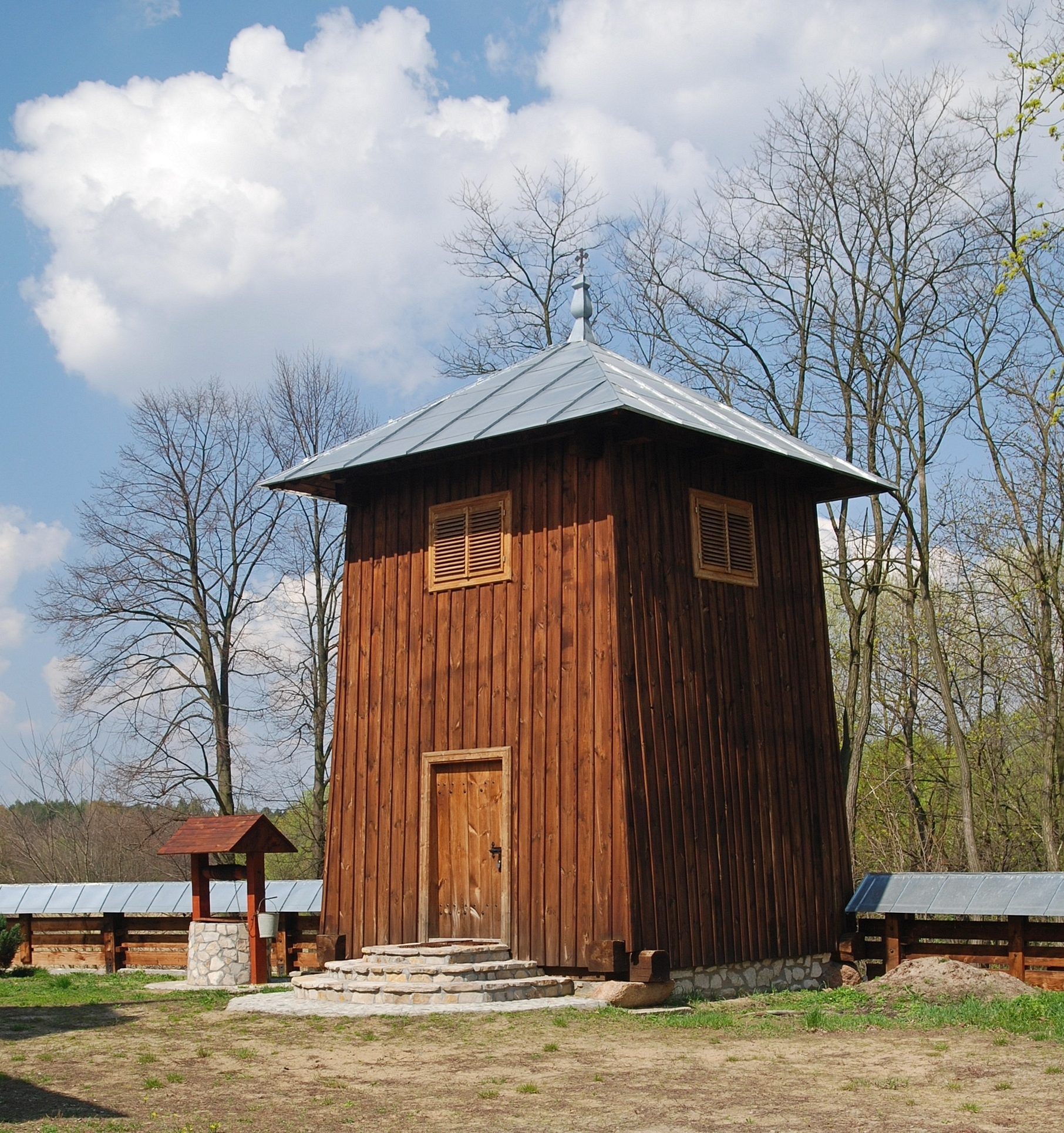
Dzwonnica
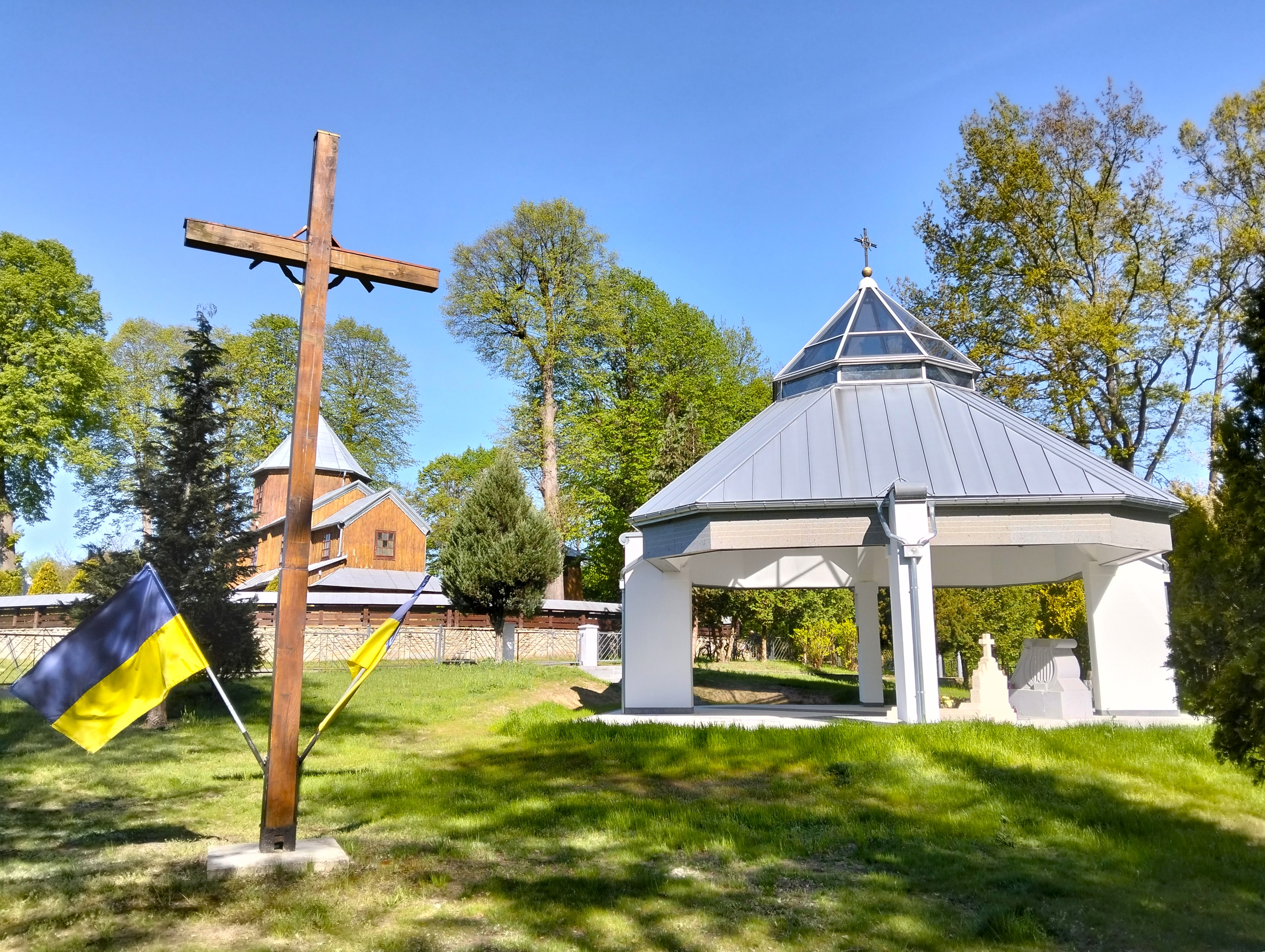
Mauzoleum Mychajła Werbyckiego
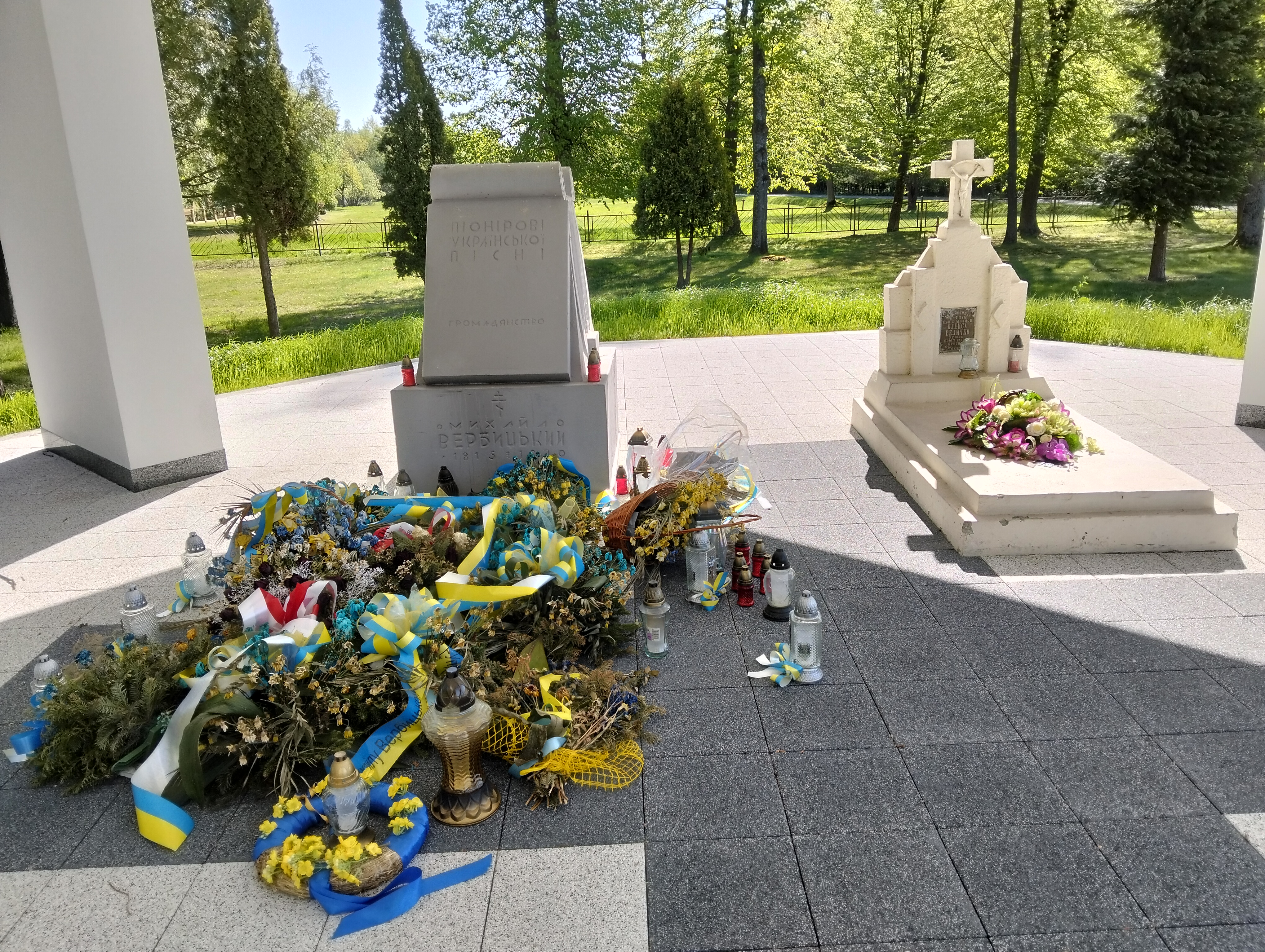
Grób Werbyckiego (po lewej)

W latach 1852–1870 proboszczem greckokatolickiej parafii w Młynach był Michał Werbycki, autor muzyki do pieśni Szcze ne wmerła Ukrajina (Ще не вмерла Україна), hymnu narodowego Ukrainy. Pochowany został na tutejszym cmentarzu przycerkiewnym. Członkowie lwowskiego akademickiego chóru "Banduryst" ufundowali kamienny nagrobek w kształcie liry, który został ustawiony na grobie Werbyckiego. W 2004 zbudowano kaplicę, 12 kwietnia 2005 odbyło się jej uroczyste poświęcenie, w którym uczestniczył prezydent Ukrainy Wiktor Juszczenko.
Cerkiew zaliczana jest do zabytków położonych na szlaku architektury drewnianej. W latach 2005–2006 przeprowadzono gruntowny remont.